# Anna de Ranitz
Jonkvrouw Anna Margaretha Jacoba (Anna) De Ranitz (Den Haag, 16 februari 1872 - Amsterdam, 10 april 1958) was een Nederlands ontwerper en textielkunstenaar. Ze was lid van de adellijke families De Ranitz en familie Van der Hoop. 
De Ranitz was via vader Sebastiaan Mattheus Sigismund de Ranitz (1846-1916) lid van de adellijke familie De Ranitz en via moeder Hermanne Louise Christine Thomassen à Thuessink van der Hoop (1846-1920) lid van de familie Van der Hoop. Zijzelf bleef ongehuwd.
Ze stond voor wat betreft de kunst in de schaduw van haar veel bekendere zus Lita de Ranitz die ook actief was als textielkunstenaar. 
Haar werk met name batik en raffia werd in de jaren twintig enkele keren tentoongesteld in kleine zalen zoals Kunstzaal Kleykamp. 
De Ranitz stond enige tijd geregistreerd op het adres van kunstnaaldwerkster Christine van Zeegen.